# Drusus discophoroides
Drusus discophoroides är en nattsländeart som beskrevs av Kumanski 1979. Drusus discophoroides ingår i släktet Drusus och familjen husmasknattsländor. Inga underarter finns listade i Catalogue of Life.